# Крупица (приток Шлины)
Крупица — река в России, протекает по Фировскому и Вышневолоцкому районам Тверской области. Устье реки находится в 22 км по правому берегу реки Шлина. Длина реки составляет 36 км, площадь водосборного бассейна 125 км².
На реке расположен посёлок Зелёный.

## Данные водного реестра
По данным государственного водного реестра России относится к Балтийскому бассейновому округу, водохозяйственный участок реки — Шлина, речной подбассейн реки — Волхов. Относится к речному бассейну реки Нева (включая бассейны рек Онежского и Ладожского озера).
Код объекта в государственном водном реестре — 01040200112102000020071.